# Stigmella allophylica
Stigmella allophylica là một loài bướm đêm thuộc họ Nepticulidae. Nó được miêu tả bởi Scoble năm 1978. Nó được tìm thấy ở Nam Phi (Nó đã dược miêu tả ở the Umhlanga Rocks in Natal).
Ấu trùng ăn Allophylus natalensis. They probably mine the leaves of their host.